# Abrothallus parmotrematis
Abrothallus parmotrematis is een korstmosparasiet behorend tot de familie Abrothallaceae. Hij parasiteert op het groot schildmos (Parmotrema perlatum).

## Verspreiding
Abrothallus parmotrematis komt voor in Europa, Noord-Amerika. In Nederland komt het onbestendig voor. Er zijn geen aanwezingen dat de soort langer dan tien jaar achtereenvolgens in het land aanwezig was.